# Николаева, Елена Михайловна (поэтесса)
Елена Михайловна Николаева (1936, Великие Луки, Калининская область — 30 июня 2011, Петрозаводск) — советская и российская поэтесса, переводчик. Заслуженный работник культуры Российской Федерации (2007). Лауреат года Республики Карелия (2001). Член Союза писателей СССР (1988).

## Биография
Родилась в семье музыкантов.
Зимой 1942 г. вместе с семьей была эвакуирована на Северный Кавказ.
В Карелию Е. Николаева приехала в 1947 году.
В 1947 г. окончила в школу в г. Сортавала.
В 1956 г. окончила Московский текстильный техникум, работала на заводе искусственного волокна в Ленинградской области.
В Петрозаводске работала машинисткой, лаборантом, продавцом, сотрудником газет «Ленинская правда», «Комсомолец», заведующей отделом поэзии журнала «Север».
В 1970 г. окончила заочно историко-филологический факультет Петрозаводского государственного университета.
Будучи студенткой техникума, несколько раз побеждала в литературных конкурсах. Была членом литературного объединения В. Ф. Морозова.
Первым её опубликованным стихотворением стало «Это счастье», опубликованное в газете «Комсомолец» в 1958 г. Произведения Елены Николаевой печатались в коллективных сборниках, в журналах «Нева», «Мурзилка», «Работница», «Север», «Пуналиппу». Первый сборник стихов «Гость из юности» вышел в 1971 г.
Известна поэтесса и как детский поэт: в 2006 г. её книга стихов для детей «Светлячки» была признана победителем литературного конкурса Министерства культуры Республики Карелия.
Многие годы сотрудничала с Национальным театром Республики Карелия, ею были написаны тексты песен к шести спектаклям.
На стихи поэтессы композитором Г. Сардаровым была написана сюита «Родные просторы», композитором Г. Вавиловым — несколько песен.
Перевела с карельского и финского языков ряд произведений поэтов Якова Ругоева, Николая Лайне, Тайсто Сумманена, Салли Лунд, Аку-Киммо Рипатти.
Она перевела на русский язык произведения поэтов Республики Коми, Белоруссии, Украины

## Произведения
1. Николаева Е. М. Гость из юности: стихи. — Петрозаводск: Карелия, 1971. — 44 с.
2. Николаева Е. М. Желаю тебе добра : стихи. — Петрозаводск: Карелия, 1979. — 46 с.
3. Николаева Е. М. Прятки: [стихи для дошкольного возраста] / [худож. И. Я. Латинский]. — Петрозаводск: Карелия, 1984.
4. Николаева Е. М. Так же молоды солнце и ветер : [стихи] // Север. — Петрозаводск, 1986. — № 5. — С. 42—43. — ISSN 01316222
5. Николаева Е. М. Серебряный колодец : стихи. — Петрозаводск: Карелия, 1986. — 80 с.
6. Николаева Е. М. Поворот судьбы : [стихи] // Север. — Петрозаводск, 1991. — № 5. — С. 70—71. — ISSN 01316222
7. Николаева Е. М. Линия судьбы : Кн. стихов. — Петрозаводск: Изд-во Владимира Ларионова, 2001. — ISBN 5-901619-02-1
8. Николаева Е. М. Осталась одна Ляля // Откуда берется мужество : воспоминания петрозаводчан, переживших блокаду и защищавших Ленинград. — Петрозаводск, 2005. — С. 181—190. — ISBN 5-8021-0479-1
9. Николаева Е. М. Судьба, пожалуйста, храни … // Север. — 2008. — № 9/10. — С. 177—178. — ISSN 01316222
10. Николаева Е. М. Зайка шёл на день рожденья : [сказка в стихах : для дошк. и мл. шк. возраста] / [худож. А. Н. Трифанова]. — Петрозаводск: Скандинавия, 2008. — 12 с. — ISBN 978-5-94804-101-8

## Награды
- Почётные грамоты Президиума Верховного Совета Карельской АССР и Республики Карелия.